# Gabbro

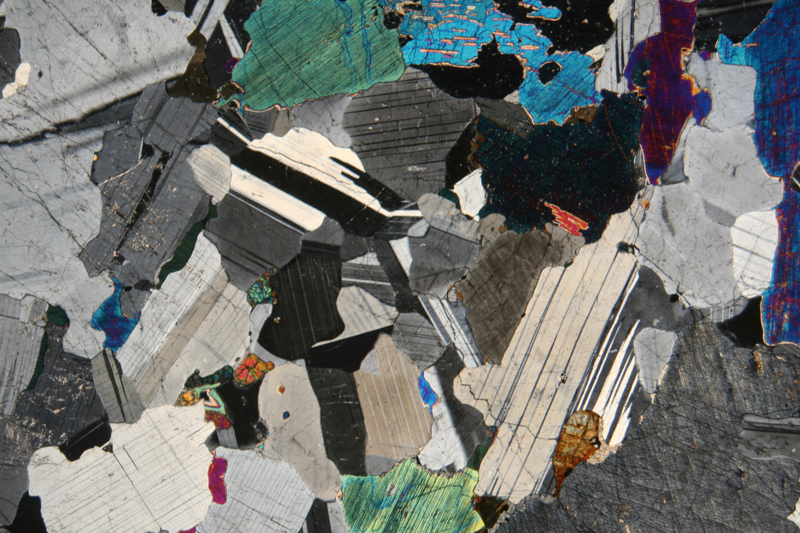
Observation au microscope d'une lame de gabbro en lumière polarisée analysée.

Le gabbro est une roche plutonique à texture grenue, composée essentiellement de pyroxène et de feldspath. Le gabbro est le constituant principal de la couche inférieure de la croûte océanique. On le trouve ailleurs que sur la Terre, le gabbro compose ainsi une partie des roches de la surface de la Lune.
Cette roche se forme à la faveur d'une zone locale en extension (rift, dorsale, bassin en pull-apart) accompagnée d'un amincissement crustal. Elle est issue de la fusion partielle de la péridotite mantellique au niveau de cette zone ayant subi, contrairement au basalte, un refroidissement lent en profondeur, donc une cristallisation complète (on note la présence de phénocristaux). Les roches volcaniques correspondantes sont les basaltes ayant subi une cristallisation très rapide en surface.

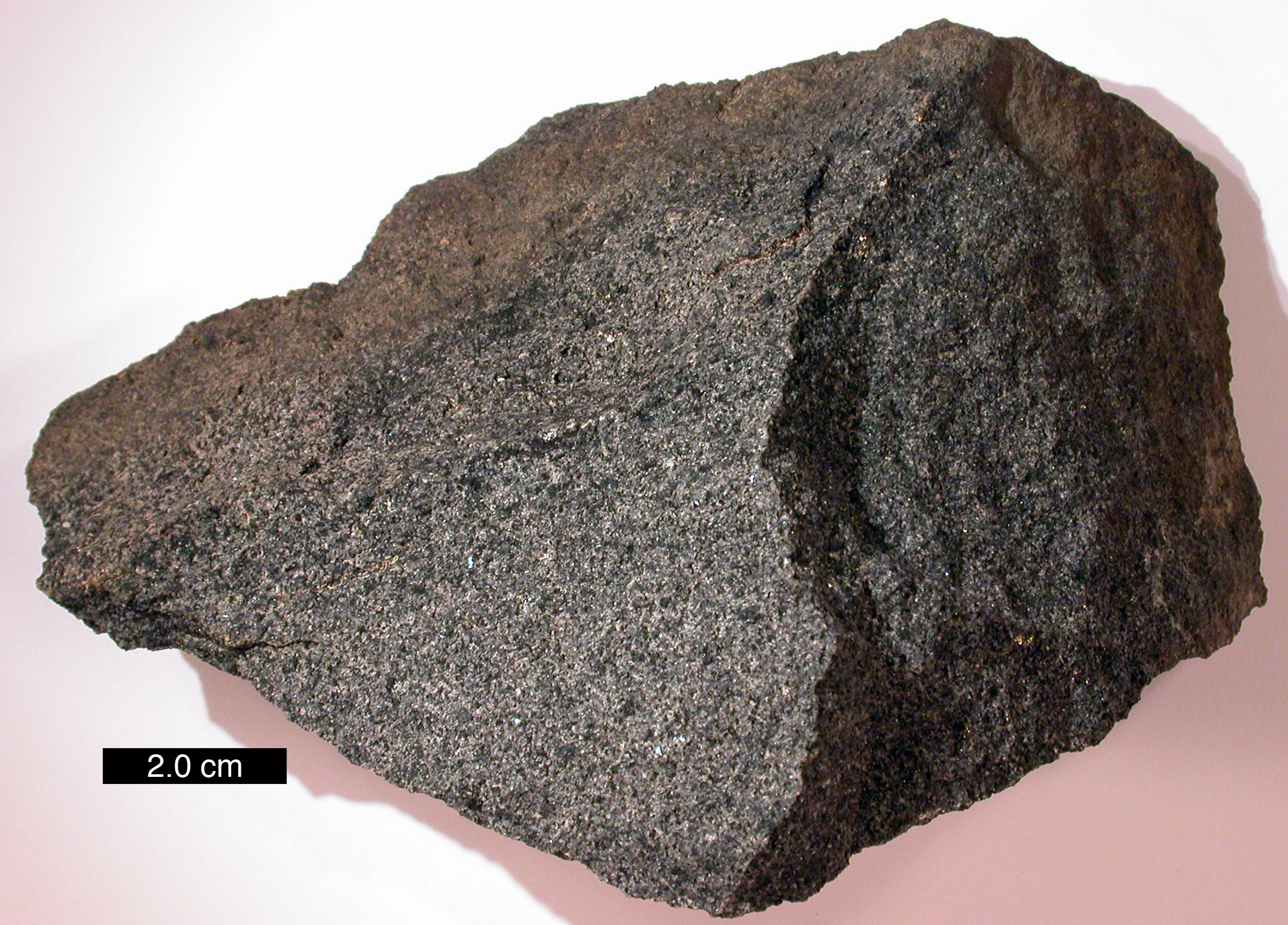
Échantillon de gabbro (Rock Creek Canyon, Est de la Sierra Nevada en Californie).
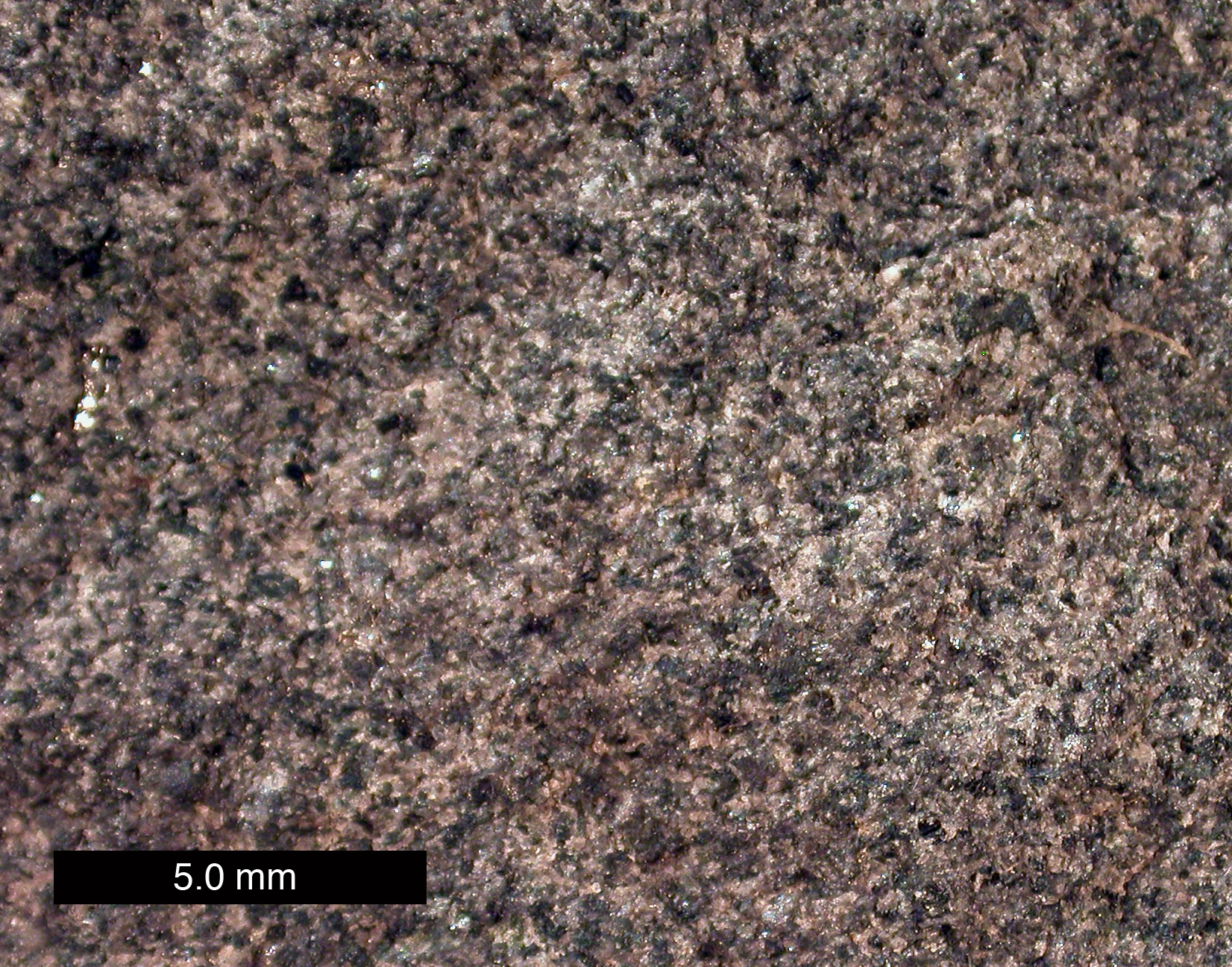
Vue rapprochée d'un échantillon de gabbro (Rock Creek Canyon, Est de la Sierra Nevada).

## Description
Un gabbro est une roche à structure grenue de couleur dominante verte à noire. Il est composé de pyroxène, d'amphibole et d'olivine, lui conférant cette teinte sombre, et de plagioclase.
La structure d'un gabbro est généralement à gros grains, avec des cristaux d'une taille de 1 mm ou plus. Un gabbro avec des grains plus fins est appelé une dolérite, bien que le terme « microgabbro » soit souvent utilisé lorsqu'un descriptif supplémentaire est souhaité.

## Usages
Il peut être utilisé comme source de métaux ou comme pierre de taille. 
Son utilisation dans les brise-lames semble offrir de meilleurs résultats pour la recolonisation du substrat par les coraux que le béton.
En France, dans la région nantaise, une partie du vignoble est implantée sur cette roche. Son vin, issu du cépage melon de Bourgogne a droit à l'appellation muscadet-sèvre-et-maine Gorges et Le Pallet.